# Charles Sumner
Charles Sumner (ur. 6 stycznia 1811 w Bostonie, zm. 11 marca 1874 w Waszyngtonie) – amerykański polityk i abolicjonista.

## Życiorys
Urodził się 6 stycznia 1811 w Bostonie. W 1830 roku ukończył studia na Uniwersytecie Harvarda, a trzy lata później Harvard Law School. W 1834 roku został przyjęty do palestry i rozpoczął prywatną praktykę prawniczą. Wykładał na swojej alma mater, a także podróżował po Europie i zaangażował się w politykę. W 1846 roku odrzucił nominację Partii Wigów do Izby Reprezentantów, a dwa lata później był jednym z założycieli Partii Wolnej Ziemi. Bez powodzenia ubiegał się z jej ramienia o mandat w izbie niższej, jednak w 1851, jako freesoiler, został wybrany do Senatu. Stanowczo krytykował kompromis 1850 roku i ustawę o Kansas i Nebrasce, nazywając senatorów Stephena Douglasa i Andrew Butlera „zwolennikami niewolnictwa”. Dwa dni później kongresman Preston Brooks zaatakował i dotkliwie pobił Sumnera laską, uznając jego słowa za obrazę kraju i zniesławienie jego wuja (Butlera). Rekonwalescencja Sumnera trwała trzy lata.
W połowie lat 50. przeszedł do Partii Republikańskiej i z jej ramienia pełnił mandat senatora aż do śmierci. Sprzeciwiał się prezydentowi Abrahamowi Lincolnowi, a później Andrew Johnsonowi w kwestii powojennej polityki odbudowy. Zajął stanowisko, że pokonane stany południowe są podbitą prowincją, niepodlegającą ochronie Konstytucji i że powinny zapewnić gwarancje równego prawa wyborczego Afroamerykanów, zanim zostaną ponownie przyjęte do Unii. W latach 1861–1871 Sumner był przewodniczącym senackiej Komisji Spraw Zagranicznych. Został zdymisjonowany z tej funkcji w wyniku konfliktu z prezydentem Ulyssesem Grantem (Sumner sprzeciwiał się aneksji Dominikany). Zmarł 11 marca 1874 roku w Waszyngtonie na atak serca.